# AZS Zakopane
AZS Zakopane – polski klub sportowy, założony w 1949 roku, z siedzibą w Zakopanem. Prowadzi następujące sekcje: skoki narciarskie, narciarstwo alpejskie, biegi narciarskie, snowboard, łyżwiarstwo szybkie, hokej na lodzie.

## Historia
Na przestrzeni lat klub wychował wielu olimpijczyków, uczestników mistrzostw świata i medalistów mistrzostw Polski.